# Erigeron annuus
 Erigeron annuus   (L.) Pers., 1807 è una specie di pianta angiosperma dicotiledone della famiglia delle Asteraceae (sottofamiglia Asteroideae, tribù Astereae (North American lineage) e sottotribù Conyzinae).

## Etimologia
Il nome generico (Erigeron) deriva da due parole greche: "eri" (= precoce, sollecito, presto) e "geron" (= vecchio), richiamandosi forse al pappo di alcune specie che invecchiando diventa grigio oppure al breve periodo della sua fioritura. L'epiteto specifico (annuus) fa riferimento allo sviluppo annuale della pianta.
Il nome scientifico della specie è stato definito dai botanici Carl Linnaeus (1707-1778) e Christiaan Hendrik Persoon (1761-1836) nella pubblicazione " Synopsis Plantarum: seu Enchiridium botanicum, complectens enumerationem systematicam specierum hucusque cognitarum. Parisiis Lutetiorum" (  Syn. Pl. [Persoon] 2(2): 431 ) del 1807.

## Descrizione

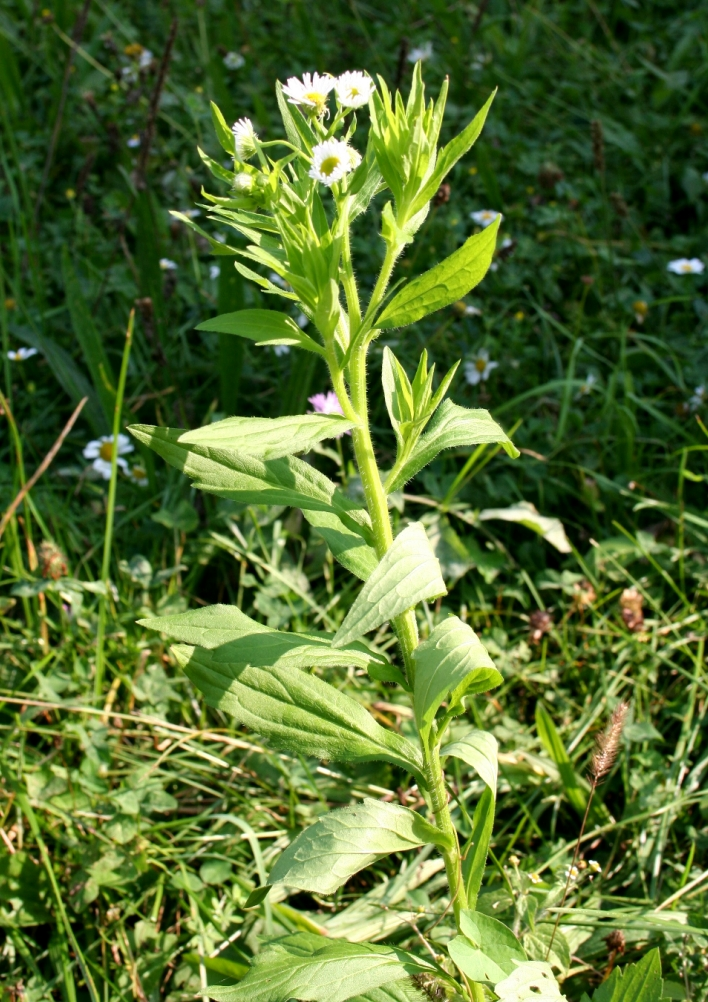
Il portamento

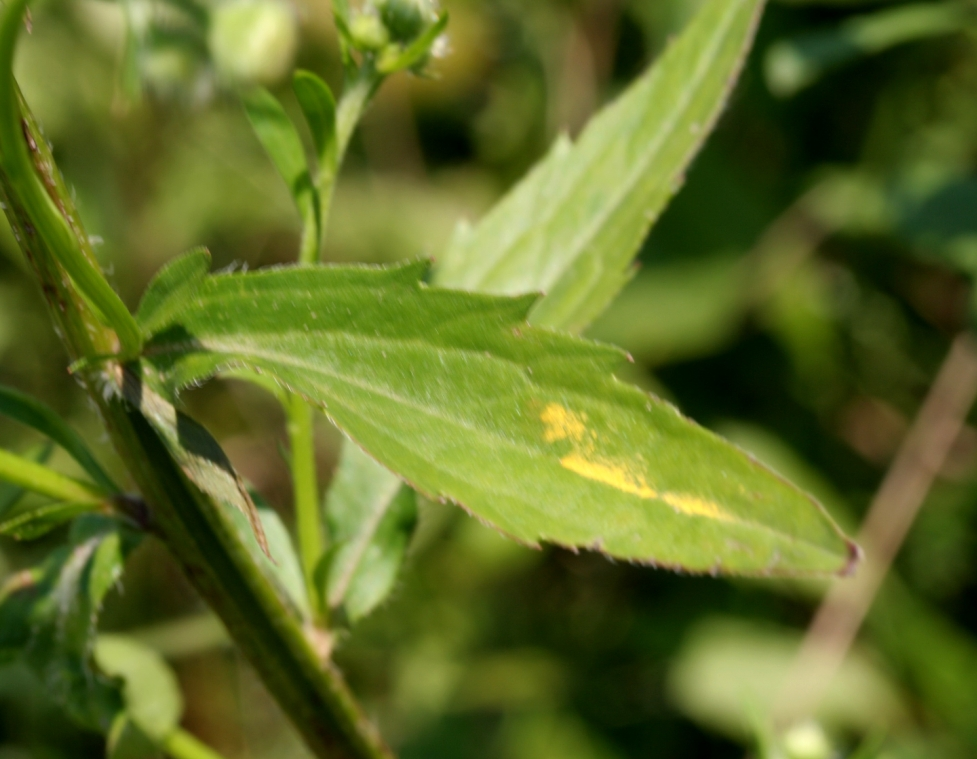
Le foglie

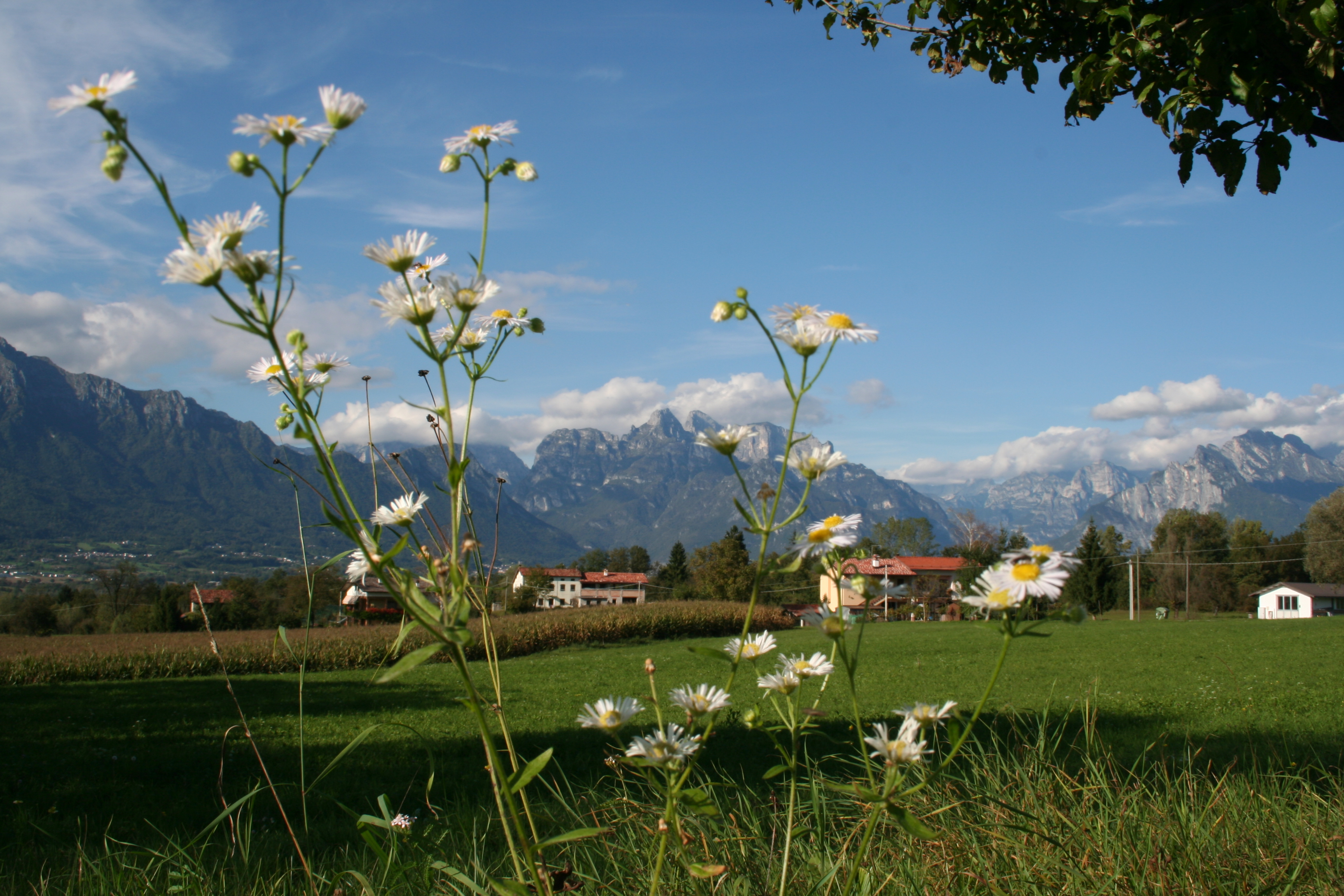
Infiorescenza

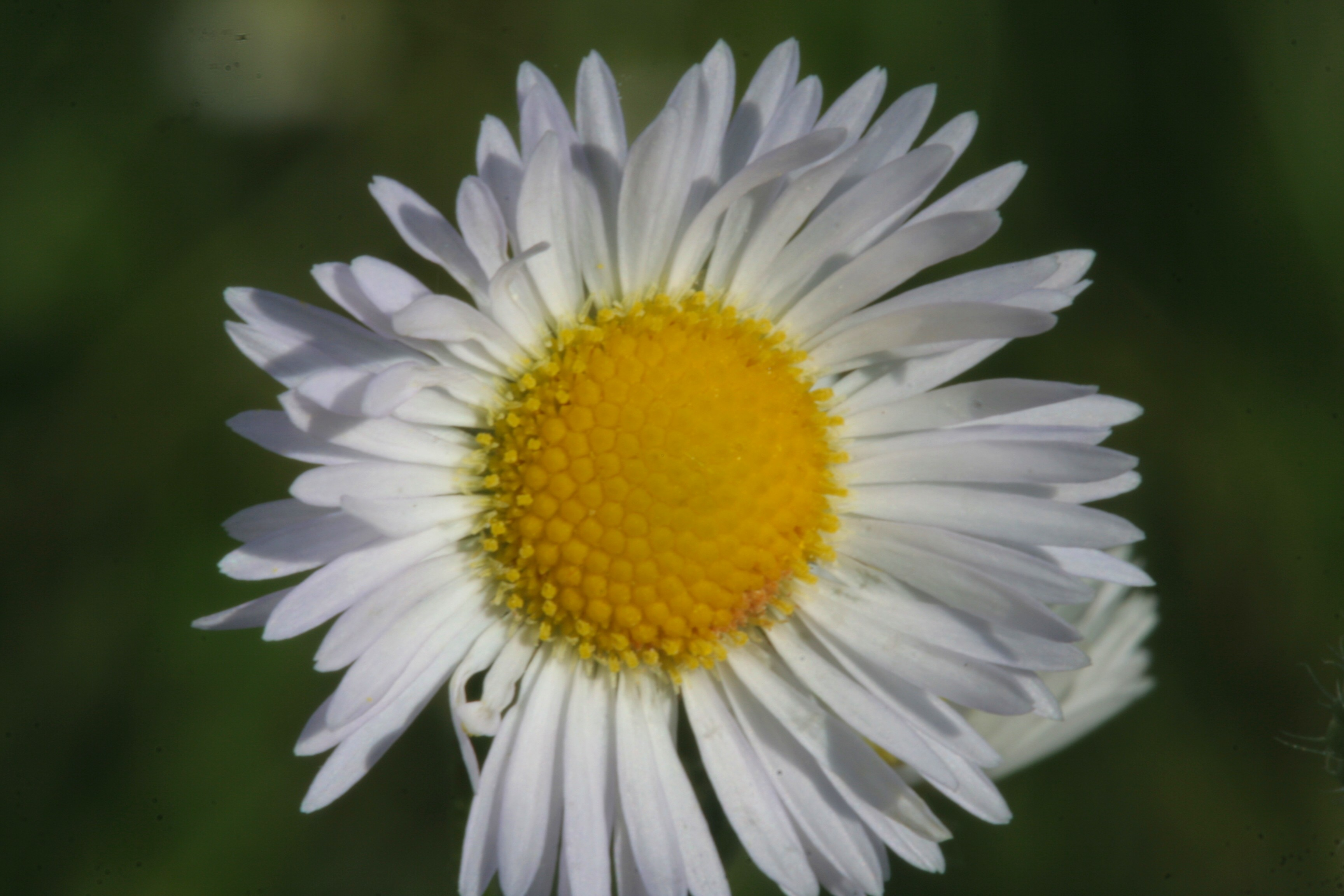
I fiori

Portamento. Sono piante erbacee con ciclo biologico annuale. La forma biologica è terofita scaposa (T scap), ossia in generale sono piante erbacee che differiscono dalle altre forme biologiche poiché, essendo annuali, superano la stagione avversa sotto forma di seme e sono munite di asse fiorale eretto e spesso privo di foglie. Per questa specie è attiva anche la forma biologica è emicriptofita bienne (H bienn). Tutta la pianta è sparsamente pelosa (da glabrescente a peli ispidi).
Fusto. La parte aerea è eretta, ascendente, scaposa e poco ramosa o fogliosa. La superficie è ispida con peli patenti. Le radici, fibrose del tipo fascicolato, sono secondarie da rizoma. Altezza: fino a 1,5 metri (normalmente da 5 a 10 dm).
Foglie. Le foglie si dividono in basali e caulinari in disposizione alterna.
- foglie basali (o inferiori): sono lanceolate – spatolate, oppure oblanceolate oppure ovali con un breve picciolo. Dimensione delle foglie: larghezza 1 – 2 mm, lunghezza 5 – 7 cm; il margine fogliare è dentato in modo grossolano (con pochi denti per lato: 3 - 5); ma anche, in qualche varietà, semplicemente intero;
- foglie cauline: le foglie lungo il fusto sono lanceolate - allungate, sessili, progressivamente abbreviate e a disposizione alterna; spesso sono a lamina intera e con margine ciliato e pubescenti da entrambi i lati.

Infiorescenza. Le sinflorescenze sono formate da diversi capolini (da 5 a 50 e più) disposti a corimbo. Le infiorescenze vere e proprie sono composte da un capolino terminale peduncolato di tipo radiato o disciforme. I capolini sono formati da un involucro, con forme da emisferiche a campanulate (sostanzialmente a coppa), composto da diverse brattee, al cui interno un ricettacolo fa da base ai fiori di due tipi: fiori del raggio e fiori del disco. Le brattee, con forme da strettamente ellittiche a lineari-lanceolate, diseguali (o no) fra di loro, a consistenza da fogliacea, con margini scariosi, con superficie glabra, pelosa o ghiandolosa, sono disposte in modo più o meno embricato e scalato su 2 - 3 serie. Il ricettacolo è nudo ossia senza pagliette a protezione della base dei fiori; la forma è piatta o conica. Diametro dei capolini: fino a 2 cm (1,5 mm normalmente); dimensioni dell'involucro: larghezza 7 mm, altezza 3,5 mm.
Fiori.  I fiori sono tetra-ciclici (formati cioè da 4 verticilli: calice – corolla – androceo – gineceo) e pentameri (calice e corolla formati da 5 elementi). Si distinguono in:
- fiori del raggio (esterni): da 80 a 125 per capolino, sono femminili e sono disposti su alcune serie; la forma è ligulata (zigomorfa);
- fiori del disco (centrali): sono più numerosi con forme brevemente tubulose (attinomorfe); sono ermafroditi.

- Formula fiorale:

*/x K {\displaystyle \infty }, [C (5), A (5)], G 2 (infero), achenio
- Calice: i sepali del calice sono ridotti ad una coroncina di squame.

- Corolla: 
  - fiori del raggio: la forma della corolla alla base è più o meno tubulosa-imbutiforme, mentre all'apice è filiforme o lingulata (le ligule sono più lunghe dell'involucro) e può terminare con alcuni denti (in alcune specie è riflessa o contorta); i colori delle corolle sono bianco, azzurro pallido o lillacino; lunghezza delle ligule: 9 mm;
  - fiori del disco: la forma è tubulare bruscamente divaricata in 5 lobi; i lobi, patenti o eretti, hanno una forma deltata o più o meno lanceolata; il colore è giallo.

- Androceo: l'androceo è formato da 5 stami sorretti da filamenti generalmente liberi; gli stami sono connati e formano un manicotto circondante lo stilo; le teche (produttrici del polline) alla base sono troncate e sono lievemente auricolate (molto raramente sono speronate o hanno una coda); le appendici apicali delle antere hanno delle forme piatte e lanceolate; il tessuto endoteciale (rivestimento interno dell'antera) è quasi sempre polarizzato (con due superfici distinte: una verso l'esterno e una verso l'interno). Il polline è sferico con un diametro medio di circa 25 micron;  è tricolporato (con tre aperture sia di tipo a fessura che tipo isodiametrica o poro) ed è echinato (con punte sporgenti).[10][14]

- Gineceo: l'ovario è infero uniloculare formato da 2 carpelli.[6] Lo stilo (il recettore del polline) è profondamente bifido (con due stigmi divergenti) e con le linee stigmatiche marginali separate.[15] I due bracci dello stilo hanno una forma più o meno lanceolata, acuta o ottusa e possono essere papillosi o ricoperti da ciuffi di peli.

- Antesi: la fioritura va da giugno a ottobre inoltrato; mentre la sporulazione va da luglio a novembre.

Frutti.  I frutti sono degli acheni con pappo; in alcune specie è presente un certo dimorfismo (gli acheni dei fiori del raggio differiscono dagli acheni dei fiori del disco);
- achenio: l'achenio ha una forma oblunghe–ovoide, sono appiattiti (compressi) e sono percorsi da 2 nervi o costole longitudinali; la superficie può essere da glabra a strigosa; dimensione dell'achenio: da 0,8 a 1 mm;
- pappo: il pappo è piumato di colore bianco o rossiccio; le setole sono disposte su un unico rango. I pappi sono persistenti o precocemente caduchi; esternamente può essere presente una piccola corona di scaglie; dimensione del pappo : 6 - – 8 mm.

## Biologia
Impollinazione: l'impollinazione avviene tramite lepidotteri (falene e farfalle) e api. È una pianta apogamica (o autogamica – a sviluppo diretto senza processo gamico) quindi sono piante autofertili o anche a generazione per partenogenesi (generazione senza intervento sessuale).
Riproduzione: la fecondazione avviene fondamentalmente tramite l'impollinazione dei fiori.

Dispersione: i semi cadono a terra e vengono dispersi soprattutto da insetti come formiche (disseminazione mirmecoria). Un altro tipo di dispersione è zoocoria: gli uncini delle brattee dell'involucro (se presenti) si agganciano ai peli degli animali di passaggio che portano così i semi anche su lunghe distanze. Inoltre per merito del pappo il vento può trasportare i semi anche per alcuni chilometri (disseminazione anemocora).

## Distribuzione e habitat

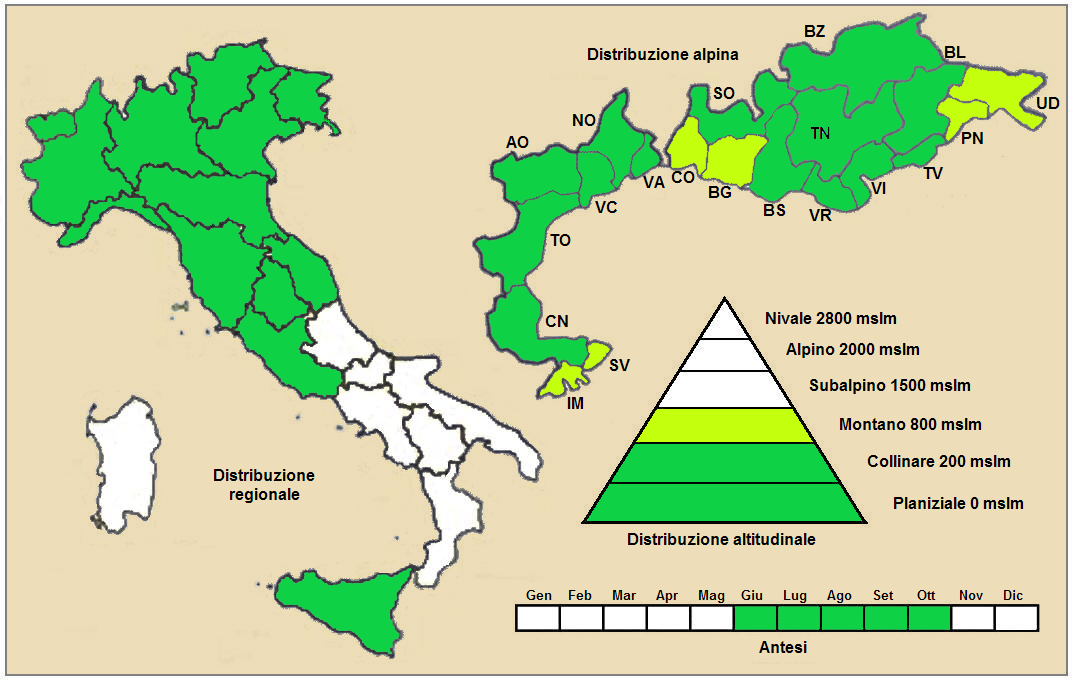
Distribuzione della pianta (Distribuzione regionale – Distribuzione alpina)

Geoelemento: il tipo corologico (area di origine) è  Nord-Americano. Il corotipo è relativo alle zone dell'America del nord (naturalizzato in seguito in Italia); per questo motivo a volte viene definita anche “avventizia” oppure “xenofita”.
Distribuzione: in Italia questa specie si trova quasi ovunque; è comune al nord e al centro (è meno presente al sud). Fuori dall'Italia, sempre nelle Alpi, questa specie si trova in Francia, Svizzera, Austria e Slovenia. Sugli altri rilievi collegati alle Alpi è presente nel Massiccio del Giura, Pirenei e Carpazi. Altrove si trova nel resto dell'Europa, negliStati Uniti d'America orientali (areale di origine), in Asia centrale fino all'India e nel Giappone. A parte gli U.S.A., altrove è introdotta.
Habitat: l'habitat tipico per questa specie sono i margine dei sentieri e delle strade; ma anche i luoghi erbosi e più o meno secchi oppure incolti o ambienti ruderali e macerie ma anche fanghiglie; a quote più alte è possibile trovarla nelle praterie rase, prati e pascoli aridi, o in luoghi pietrosi. È considerata una specie sinantropa. Il substrato può essere indifferentemente siliceo o calcareo, con pH neutro e con un buon livello di sostanze nutrienti ma con poca acqua.
Distribuzione altitudinale: sui rilievi alpini, in Italia, queste piante si possono trovare dal piano fino a 1.200 m s.l.m. (raramente fino a 1800 m s.l.m.); sono compresi quindi i piani vegetazionali collinare e montano (occasionalmente quello subalpino).

## Fitosociologia

### Areale alpino
Dal punto di vista fitosociologico alpino la specie di questa voce appartiene alla seguente comunità vegetale:
Formazione: comunità delle perenni nitrofile.
Classe:  Artemisietea vulgaris

### Areale italiano
Per l'areale completo italiano Erigeron annuus appartiene alla seguente comunità vegetale:
Macrotipologia: vegetazione erbacea sinantropica, ruderale e megaforbieti
Classe: Artemisietea-vulgaris Lohmeyer, Preising & Tüxen ex Von Rochow, 1951
Ordine: Onopordetalia-acanthii Br.-Bl. & Tüxen ex Klika in Klika & Hadač, 1944
Alleanza: Dauco carotae-Melilotion albi Gors, 1966
Descrizione. L'alleanza Dauco carotae-Melilotion albi è relativa alle comunità ruderali nitrofile di specie erbacee con cicli biologici bienni e perenni su suoli aridi e poveri di nutrienti con elevato contenuto di ghiaia e detriti. Questa alleanza è distribuita nell’Europa centrale da cui si è in seguito diffusa tramite mezzi antropogenici (strade, ferrovie e spostamenti umani).
Specie presenti nell'associazione: Oenothera biennis, Reseda lutea, Cichorium intybus, Cirsium arvense, Verbascum densiflorum, Verbascum nigrum, Achillea millefolium, Artemisia vulgaris, Elytrigia repens, Pastinaca sativa, Reseda lutea, Melilotus albus, Melilotus officinalis, Linaria vulgaris, Medicago sativa, Erigeron annuus, Erysimum hieracifolium, Saponaria officinalis, Solidago canadensis, Crepis rhoeadifolia e Crepis setosa.

## Sistematica
La famiglia di appartenenza di questa voce (Asteraceae o Compositae, nomen conservandum) probabilmente originaria del Sud America, è la più numerosa del mondo vegetale, comprende oltre 23.000 specie distribuite su 1.535 generi, oppure 22.750 specie e 1.530 generi secondo altre fonti (una delle checklist più aggiornata elenca fino a 1.679 generi). La famiglia attualmente (2021) è divisa in 16 sottofamiglie; la sottofamiglia Asteroideae è una di queste e rappresenta l'evoluzione più recente di tutta la famiglia.
Il genere Erigeron comprendente diverse centinaia di specie una buona parte di origine americana, mentre le altre sono di origine europea (e asiatica) di cui una decina sono proprie della flora italiana.
Secondo le classificazioni più tradizionali la specie Erigeron annuus è compresa nella sezione delle Euerigeron insieme a Erigeron karwinskyanus e altre specie. Le altre sezioni sono: Eschenbachia, Caenothus e Trimorpha.
Attualmente le specie italiane di Erigeron sono divise in tre gruppi:
- (1) Piante annue.
- (2) Piante perenni con fiori dimorfi (esterni raggianti femminili ligulati; interni tubulosi ermafroditi).
- (3) Piante perenni con fiori trimorfi (esterni raggianti femminili ligulati; interni periferici femminili filiformi; interni centrali ermafroditi tubulosi).

Erigeron annuus appartiene al primo gruppo.

### Filogenesi
Il genere Erigeron è descritto nella sottotribù Conyzinae, una delle quasi 40 sottotribù della tribù Astereae. In base alle ultime ricerche nella tribù sono stati individuati (provvisoriamente) 5 principali lignaggi. Il genere  Erigeron (insieme alla sottotribù Conyzinae) è incluso nel North American lineage.
Alcune analisi di tipo filogenetico hanno diviso la sottotribù Conyzinae in 6 cladi;  Erigeron attualmente è incluso in tutti i cladi (non risulta quindi monofiletico). Erigeron è suddiviso in una quarantina di sezioni;  Erigeron annuus è inclusa nella sezione Phalacroloma (Cass.) Torr. & A. Gray caratterizzata da piante sia perenni che annuali o biennali o di breve durata con radice fibrosa; le foglie sono oblanceolato-dentate, non avvolgenti; gli acheni hanno 2 - 4 nervi; il pappo ha 8 - 15 setole (ma può essere assente). Un'altra specie di questa sezione, della flora spontanea italiana, è Erigeron strigosus Muhl. ex Willd..
I caratteri distintivi della specie  Erigeron annuus  sono:
- il ciclo biologico è annuale;
- la pianta raggiunge un'altezza di 5 - 10 dm;
- la forma delle foglie inferiori varia da obovate a lanceolato-spatolate;
- i capolini hanno un diametro di 15 mm;
- le ligule dei fiori del raggio sono lunghe 9 mm e sono colorate di bianco o azzurro pallido.

Il numero cromosomico delle specie di questa voce è: 2n = 27.

### Variabilità
L'Erigeron annuus forma un gruppo apomittico (o apogamico – vedi il paragrafo relativo all'impollinazione) e quindi poco differenziato. I caratteri che possono variare sono i seguenti:
- la pelosità del fusto;
- i bordi delle foglie più o meno dentate;
- il colore dei fiori ligulati bianchi o rosei;
- la lunghezza delle ligule da 5 mm a 9 – 10 mm.

Fuori dall'Italia e dall'Europa, specialmente in America (luogo di origine di queste piante), si possono incontrare molte più varianti che rendono difficile la classificazione di questa specie. Le specie europee sono quasi tutte triploidi con 2n = 27 (quelle americane sono diploidi con 2n = 18 o tetraploidi con 2n = 36).

### Ibridi
Gli ibridi che più facilmente si possono incontrare con la specie di questa scheda sono quelli con la specie affine Erigeron strigosus.

### Sinonimi
Sono elencati alcuni sinonimi per questa entità:
- Aster annuus L.
- Erigeron annuus var. typicus  Cronquist
- Phalacroloma acutifolium  Cass.
- Phalacroloma annuum  (L.) Dumort. ex F.Mull.
- Stenactis annua  (L.) Cass. ex Less.
- Aster stenactis  E.H.L.Krause
- Cineraria corymbosa  Moench
- Diplopappus annuus  Bluff & Fingerh.
- Diplopappus dubius  Cass.
- Doronicum bellidiflorum  Schrank
- Erigeron annuus subsp. annuus
- Erigeron annuus f. discoideus  Vict. & J.Rousseau
- Erigeron annuus var. discoideus  (Vict. & J.Rousseau) Cronquist
- Erigeron annuus subsp. lilacinus  Sennikov & Kurtto
- Erigeron bellidioides  Spenn.
- Erigeron diversifolius  Rich. ex Rchb.
- Erigeron heterophyllus  Muhl. ex Willd.
- Erigeron lilacinus  (Sennikov & Kurtto) Sennikov
- Erigeron strigosus  Bigelow
- Pulicaria annua  Gaertn.
- Pulicaria bellidiflora  Wallr.
- Stenactis annua  Cass.
- Stenactis dubia  Cass.

### Specie simili
Una specie simile a quella di questa voce è: Erigion strigosus Muhlenb. E. strigosus si differenzia per i fiori più piccoli e per una fogliosità più densa del fusto. Ma non è molto presente allo stato spontaneo in Italia.

## Usi
Questa pianta è sempre stata ben accettata dagli animali da pascolo ma ultimamente in alcune zone sta diventando una specie invasiva. Ad esempio in Svizzera la “Cespica annua” si sta spingendo sempre più a quote alte impoverendo così l'alimentazione dei bovini (è una pianta a basso contenuto nutrizionale). Le cause che contribuiscono alla crescente invasività di questa pianta potrebbero essere: (1) una maggiore possibilità di sopravvivenza in inverno ad altitudine più elevata a causa di riscaldamento del clima; (2) una crescente siccità estiva, facilitando la diffusione di queste specie piuttosto rustiche; (3) e una diminuzione di alcuni tipi di lumache (ghiotte di queste piante) a causa di un sempre più alto grado di urbanizzazione delle valli alpine.

Mentre negli Stati Uniti sono considerate “erbacce invasive” di tipo pioniere (ossia piante che per prime s'insediano in nuovi terreni come le frane) in competizione con altre “erbacce” importate in Europa dall'America.

### Cucina
In cucina vengono utilizzate le giovani foglie (in bollitura).

### Giardinaggio
Attualmente l'unico uso che si fa di queste piante è nel giardinaggio. Erigeron annuus insieme ad altre specie come Erigeron strigosus vennero introdotte in Europa (dall'America) verso il XVIII secolo a scopi ornamentali. Quindi si sono perfettamente naturalizzate ai nostri climi, simili assai a quelli di provenienza.